# 光滑戈岡鮡
光滑戈岡鮡，為輻鰭魚綱鯰形目鮡科的其中一種，為熱帶淡水魚類，分布於亞洲孟加拉Yamuna及Meghna河流域，體長可達8公分，棲息在底中層水域，生活習性不明。